# 61-4179型铁路客车
61-4179型铁路客车是俄罗斯铁路一种装有空调系统的卧铺鐵路客車，由特维尔车辆制造厂生产，构造速度160km/h，定员36人，车体标记为（俄語，音「滅死特」，義「定員」）。该车型由1990年制造的61-820型铁路客车衍生而来，1998年开始生产，目前主要用于长途旅客列车（包括“东方号”中俄国际列车）。该客车的后继车型为61-4440。

## 概述

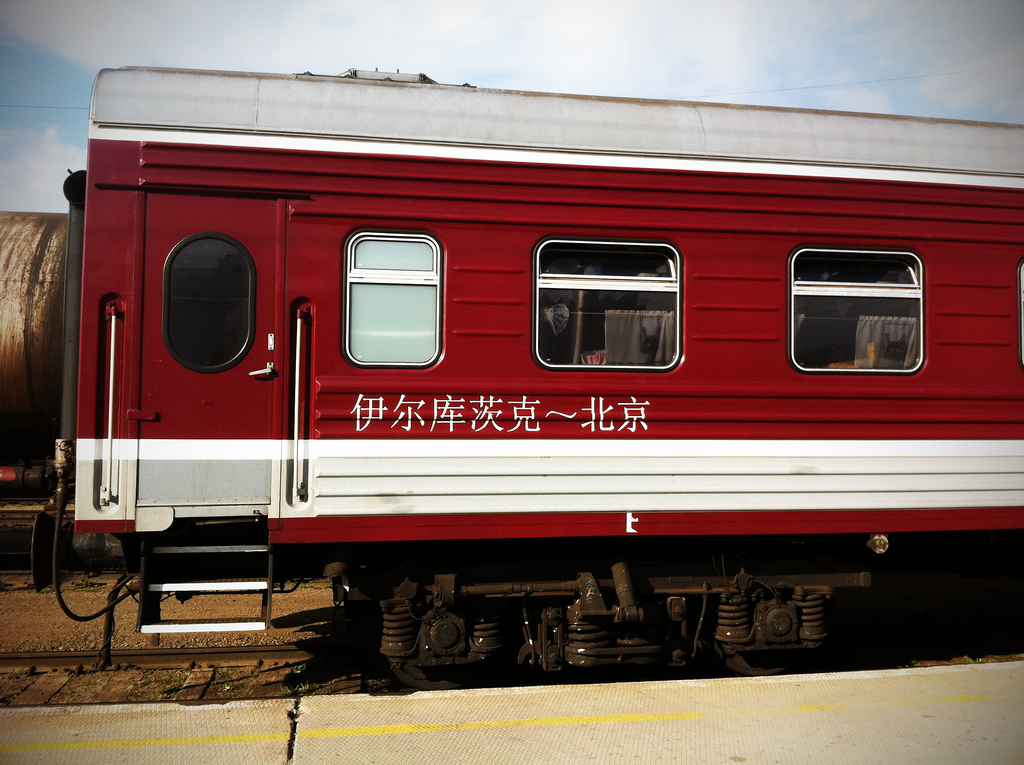
K19/20次列车伊尔库茨克-北京段使用的61-4179型客车

61-4179型由原苏联铁路61-820型客车演变而来，与俄铁曾用的东德制客车相似，是一款空调卧铺车，设有36个客用铺位和2个乘务员铺位。该车型主要在海洋号列车（海参崴-伯力）、东方号列车（莫斯科-北京）等车次上使用。

## 技术参数
| 车种         | 61-4179型客车                 |
| ------------ | ----------------------------- |
| 定員         | 36                            |
| 構造速度     | 160km/h                       |
| 最大运营速度 | 160km/h                       |
| 車輛長度     | 24537 mm                      |
| 車體高度     | 不详                          |
| 車輛闊度     | 3105 mm                       |
| 自重         | 56.7吨                        |
| 轉向架       | 4065.00.000.02 4066.00.000.02 |
| 制動         | 电动-气动制动                 |
| 採暖         | 空調+電熱                     |
| 设计使用寿命 | 28年                          |
| 生产厂商     | 特维尔车辆制造厂              |